# Młodorosjanie

Tarcza ruchu młodorosjan

Młodorosjanie (ros. Младороссы) – emigracyjny rosyjski ruch polityczny o charakterze monarchistycznym i antykomunistycznym w okresie międzywojennym XX wieku.
W 1923 r. w Monachium został utworzony Związek Młodej Rosji, przemianowany w 1925 r. na Związek Młodorosjan. W jego skład weszli przedstawiciele młodego pokolenia emigrantów, jak Aleksander L. Kazem-Bek (przywódca ruchu), D.A. Gorodeński (główny ideolog), N. Arseniew, G. Butakow, K. Elita-Wielczkowski, S. Zieńkowski, A. Lwow, S. Oboleński. W 1934 r. Związek przekształcono w Partię Młodorosyjską. Głównymi ośrodkami działalności były największe skupiska białej emigracji rosyjskiej, czyli Berlin, Praga, Paryż. Poza Europą istniał oddział w Nowym Jorku w USA. Organami prasowymi były pisma „Младоросс” (1931–1932) i „Младоросская искра” (1931–1939), a także „Бодрость!”, czy „К молодой России”. Istniały organizacje podległe, jak Młodorosyjski Związek Studencki, Kozackie Centrum Młodorosjan, Młodzieżowy Związek Sportowy, Żeński Związek Wspierania Ruchu Młodorosjan. Młodorosjanie nosili niebieskie koszule, a pozdrawiali się podniesieniem prawej ręki i słowami „Глава, Глава!”.
Program młodorosjan zawierał hasło społecznej monarchii, pomyślanej jako związek rad i cara w formie organicznego państwa, zapewniającej swoim obywatelom socjalną sprawiedliwość. Stanowiło to hybrydę tradycyjnej carskiej monarchii z systemem sowieckim. Byłoby to rosyjską odpowiedzią na rzekomo upadającą liberalną demokrację na Zachodzie i zbrodniczy plutokratyczny stalinizm panujący w ZSRR. Taki ustrój miał doprowadzić do narodowego odrodzenia Rosji. Jego podstawę powinno stanowić chłopstwo. Młodorosjanie krytykowali pozostałe emigracyjne ugrupowania rosyjskie zarówno socjalistyczne, prawicowe (kadeci), jak też inne monarchistyczne. Ich program miał pewne cechy zbliżające go z jednej strony do faszyzmu (aprobata dla niektórych cech narodowego socjalizmu), z drugiej – do bolszewizmu, gdyż uważali, że rewolucja październikowa 1917 r. zapoczątkowała rewolucyjny proces mający doprowadzić ostatecznie do stworzenia nowej Rosji. Bliskość do idei bolszewickich wykazała też postawa A.L. Kazem-Beka po zakończeniu II wojny światowej, gdyż przyjechał do ZSRR, gdzie został zatrudniony w piśmie „Журнал Московской патриархии”. Porzucił swoje monarchistyczne idee i wprzągł się do pracy propagandowej na rzecz Sowietów. Młodorosjanie uważali wielkiego księcia Cyryla za prawowitego następcę tronu. W odpowiedzi wspierał ich działalność.
W latach 30. młodorosjanie coraz silniej zajmowali pozycję pro-sowiecką, uważając się za „drugą partię sowiecką”. Stale traktując Józefa Stalina za swojego wroga, deklarowali, że car mógłby rządzić w systemie sowieckim funkcjonującym w ZSRR. Powodowało to, że inne emigracyjne ugrupowania rosyjskie coraz silniej traktowały ich jako partię zinfiltrowaną, jeśli nie kierowaną przez sowieckie służby specjalne. Po zajęciu Francji przez wojska niemieckie w poł. 1940 r. działalność młodorosjan faktycznie zamarła. Wielu spośród nich przyłączyło się do francuskiego ruchu oporu (resistance). Po zakończeniu wojny Partia Młodorosyjska ostatecznie rozwiązała się.